# Bośnia i Hercegowina na Zimowych Igrzyskach Olimpijskich 2014
Bośnia i Hercegowina na Zimowych Igrzyskach Olimpijskich 2014 – kadra sportowców reprezentujących Bośnię i Hercegowinę na igrzyskach w 2014 roku w Soczi. Kadra liczyła 5 sportowców.

## Skład reprezentacji

### Biathlon

#### Kobiety
- Tanja Karišik

| Konkurencja       | Zawodniczka   | Czas    | Miejsce |
| ----------------- | ------------- | ------- | ------- |
| Sprint            | Tanja Karišik | 25:06.8 | 78.     |
| Bieg pościgowy    | Tanja Karišik | -       | -       |
| Bieg indywidualny | Tanja Karišik | DNF     | DNF     |
| Bieg masowy       | Tanja Karišik | -       | -       |
| Sztafeta          | Tanja Karišik | -       | -       |

### Biegi narciarskie

#### Kobiety
| Zawodnik      | Konkurencja       | Czas    | Pozycje |
| ------------- | ----------------- | ------- | ------- |
| Tanja Karišik | bieg indywidualny | 41:34,6 | 72.     |

#### Mężczyźni
| Zawodnik          | Konkurencja | Czas               | Pozycje            |
| ----------------- | ----------- | ------------------ | ------------------ |
| Mladen Plakalović | sprint      | 4:40,64            | 82.                |
| Mladen Plakalović | 50 km       | Nie ukończył biegu | Nie ukończył biegu |

### Narciarstwo alpejskie

#### Kobiety
| Zawodnik       | Konkurencja      | Czas 1. przejazdu | Czas 2. przejazdu | Czas łączny | Pozycje |
| -------------- | ---------------- | ----------------- | ----------------- | ----------- | ------- |
| Žana Novaković | Slalom gigant    | 1:24,54           | 1:23,24           | 2:47,78     | 37.     |
| Žana Novaković | Slalom specjalny | 59,79             | 56,20             | 1:55,99     | 26.     |

#### Mężczyźni
| Zawodnik     | Konkurencja | Konkurencja | Konkurencja | Konkurencja | Konkurencja               | Konkurencja               | Konkurencja               | Konkurencja               | Konkurencja               | Konkurencja               | Konkurencja               | Konkurencja               | Konkurencja | Konkurencja | Konkurencja | Konkurencja |
| Zawodnik     | Zjazd       | Zjazd       | Supergigant | Supergigant | Slalom gigant             | Slalom gigant             | Slalom gigant             | Slalom gigant             | Slalom specjalny          | Slalom specjalny          | Slalom specjalny          | Slalom specjalny          | Kombinacja  | Kombinacja  | Kombinacja  | Kombinacja  |
| Zawodnik     | Czas        | Pozycja     | Czas        | Pozycja     | Czas 1. przejazdu         | Czas 2. przejazdu         | Czas łączny               | Pozycje                   | Czas 1. przejazdu         | Czas 2. przejazdu         | Czas łączny               | Pozycja                   | Zjazd       | Slalom      | Łączny czas | Pozycja     |
| ------------ | ----------- | ----------- | ----------- | ----------- | ------------------------- | ------------------------- | ------------------------- | ------------------------- | ------------------------- | ------------------------- | ------------------------- | ------------------------- | ----------- | ----------- | ----------- | ----------- |
| Igor Laikert | 2:15,07     | 44.         | 1:24,20     | 50.         | Nie ukończył 1. przejazdu | Nie ukończył 1. przejazdu | Nie ukończył 1. przejazdu | Nie ukończył 1. przejazdu | 54,68                     | Nie ukończył 2. przejazdu | Nie ukończył 2. przejazdu | Nie ukończył 2. przejazdu | 1:59,76     | 55,94       | 2:22,70     | 27.         |
| Marko Rudić  |             |             |             |             | 1:29,55                   | 1:30,40                   | 2:59,95                   | 49.                       | Nie ukończył 1. przejazdu | Nie ukończył 1. przejazdu | Nie ukończył 1. przejazdu | Nie ukończył 1. przejazdu |             |             |             |             |